# Brusson (Italie)
Pour les articles homonymes, voir Brusson.
Brusson est une commune italienne alpine de la région Vallée d'Aoste, située dans le moyen Val d'Ayas.

## Géographie

Localisation de la commune de Brusson à l'intérieur de la Vallée d'Aoste.

La commune de Brusson se trouve dans le moyen Val d'Ayas, entre les communes de Challand-Saint-Anselme, en aval, et celle d'Ayas en amont.
Le chef-lieu est formé par les trois villages de Fontaine, La Pila et Pasquier, pour cette raison la route principale s'appelle Rue des trois villages.
Les hameaux principaux sont Arcésaz (aux bords d'une clairière où se trouvait un lac autrefois), Vollon, Curien, Fénille, Estoul, Graines, La Servaz et Extrepierre.
Dans cette commune se trouve aussi une station météorologique.

### Hameaux
Entre parenthèses sont indiqués les noms en patois brussonin.
L'Apitiou, Arcésaz (Artséza), L'Arp-de-Palasinaz, Barasc, Béchaz, La Blanche, Bossoulaz, Brenguey, Bringuets, Brochet, Les Casères, Chalerasse, Chamousiraz, Champeille, Champlan, Charbonnière, Chardonney, Le Châtelet, Les Chavannes, Le Clapey-des-Herbes, Le Col-de-Joux, Court, Crépin, Les Crêtes, Les Croix, Cugnon, Curien (Crièn), Épinettes, Estoul (Ehtó), Extrepierre (Ehtrépira), Fénille (Fénéya), Fontaine (Fontana), Frudière, Les Gerbes, Le Glair, Graines (Grana), Le Jasset, Les Jeanon, Jeantin, Lavassey, Lilles, Littéran, Mérendioux, Mont-Croï, Le Moulin, Pacard, Palasinaz, Les Paréasses, Paris, Pasquier (Pahqui), La Péaz, Les Pians, La Pilaz (A Pila), Les Places-Vertes, Le Plan-d'Orgenot, Les Pochères, Le Poët, Le Pont-de-Cullard, Le Ponteil, Les Portes, Le Praz-Pijoux, Praz-Sec, Les Raves, Le Reclos, Restoly, Les Rives, Le Roc, Le Sacherey, Saint-Valentin, Salomon, La Servaz, Les Toules, Vaveuil, Vollon, Yontso.

### Communes limitrophes
Ayas, Challand-Saint-Anselme, Émarèse, Gaby, Gressoney-Saint-Jean, Issime, Saint-Vincent

### Lacs
Selon l'étude de Séraphin Vuillermin, les lacs naturel présents sur le territoire brussonin sont les suivants :
- Les lacs des collines de Palasinaz :
  - Le lac de Litteran ;
  - Le lac Vert ;
  - Le lac du Coliou ;
  - Le lac de la Paucha ou de la Potcha[4], où « Potcha » est le terme utilisé en patois brussonin pour indiquer la louche, à cause de la forme du lac ;
  - Le lac Long ;
  - Le lac de la Chaudière ;
  - Le lac de la Bataille, où, selon la tradition, l'armée française aurait repoussé une attaque des troupes autrichiennes pendant la Guerre de Trente Ans
- Dans le vallon de Frudière :
  - Le lac de Frudière
- Le lac de Bringuets

## Toponyme
D'après l'opinion de l'abbé Louis Bonin, le nom de Brusson pourrait dériver du bas latin Bruxeum = aurifère, en raison du quartz aurifère présent dans les environs. Cette hypothèse n'est toutefois pas confirmée par aucun document ou source écrite médiévale, où jamais la graphie Bruxeum n'est attestée pour nommer Brusson.

## Histoire

### Moyen Âge
Au Moyen Âge, le territoire de Brusson faisait partie du patrimoine de l'abbaye valaisanne de Saint-Maurice d'Agaune, le saint patron de la commune, liée aux seigneurs de Challant. La commune leur appartint comme fief à partir de 1263.

### La mine de Chamoursière
Connue surtout sous le nom en francoprovençal valdôtain de Chamoursira, ou Tchamoursira, qui indique un lieu où vivent des chamois, cette gîte aurifère a été exploitée par la Société des Mines d'or de l'Évançon de 1898 à 1902, et ensuite par The Évançon Gold Mining Company Ltd. jusqu'à 1908, à l'épuisement du filon.
Un musée a été ouvert en 2015 au hameau de Vollon, proposant des visites guidées.

### Le barrage et le lac artificiel
Au début du XXe siècle, un barrage a été bâti sur cette commune, près de la bifurcation entre la route régional du val d'Ayas et la route du col de Joux, pour alimenter la centrale hydroélectrique d'Isollaz, situé en aval, dans la commune de Challand-Saint-Victor. Cette structure aujourd'hui appartient à la Compagnie valdôtaine des eaux S.A..

## Économie
Les activités principales sont liées au tourisme, aussi bien en été qu'en hiver.
L'élevage et la production du fromage, parmi lesquels on remarque la Fontine biologique, joue un rôle primaire dans l'économie locale. La Fromagerie du haut val d'Ayas recueille le lait des éleveurs du territoire, ainsi que des communes limitrophes d'Ayas et de Challand-Saint-Anselme.

## Culture

### Patois et francophonie
Le patois parlé dans la commune appartient à la famille du francoprovençal. Il se différencie toutefois du patois valdôtain en raison des contacts dans le passé avec le Valais germanophone.
La compagnie théâtrale lé falabrac (=les connards) met en scène des pièces en  patois valdôtain.
Le français est toutefois également bien connu, ainsi que le dialecte piémontais, en raison des liens commerciaux avec le Piémont.

### Architecture civile

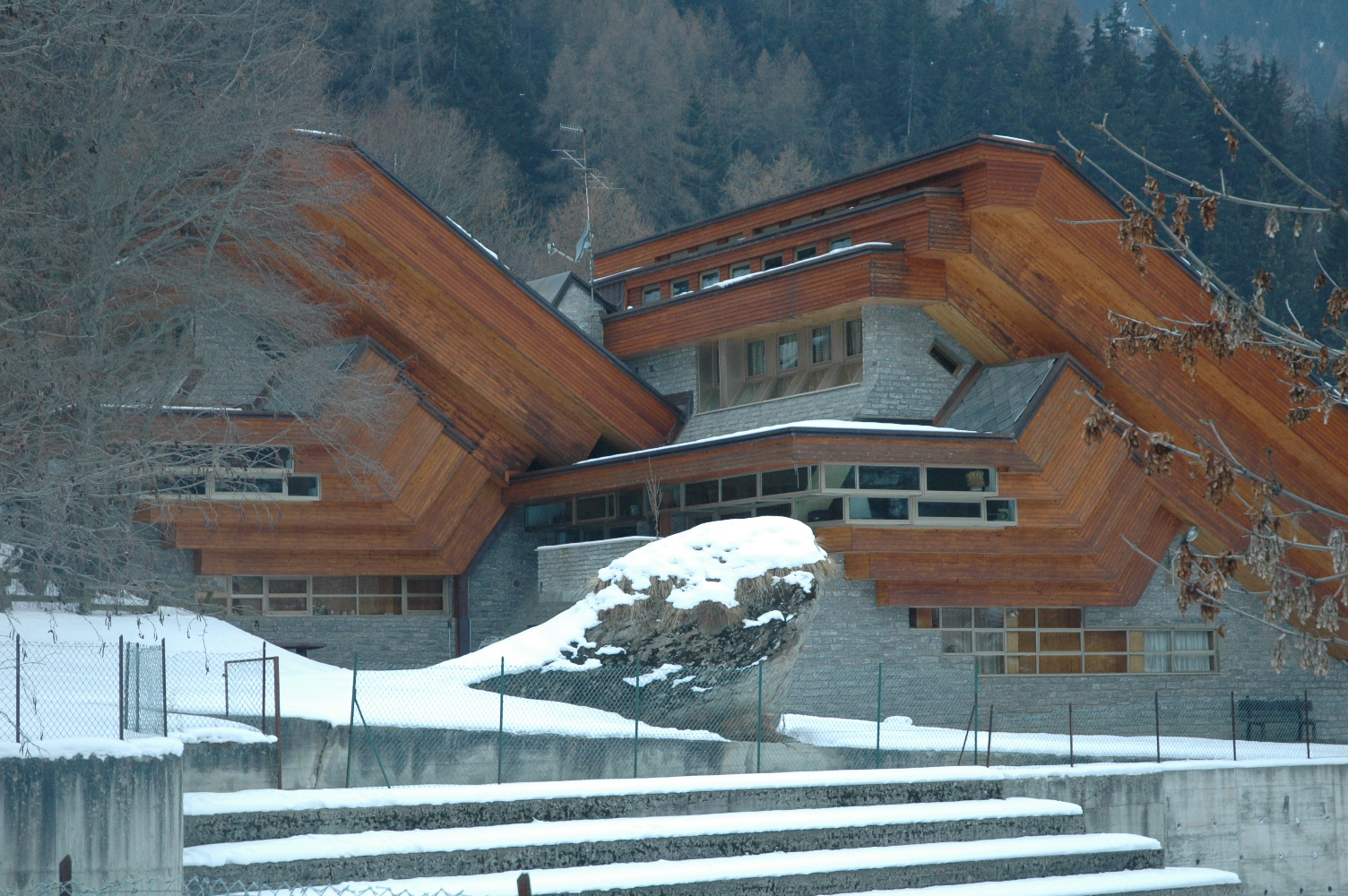
Maison Beretta.

- La Miéte di Yonzo, en patois brussonin la « maison Yonzo », du nom de famille des anciens propriétaires présents à Brusson depuis 1600, siège de la bibliothèque communale et d'un petit musée consacré aux sabotiers brussonins, situé 36 rue de la Pila ;
- Entre 1968 et 1974, l'architecte milanais Mario Galvagni a réalisé la Maison Beretta, selon les principes de l'écologie formelle. Elle se trouve près du carrefour de la route du col de Joux ;
- La Villa Helvetia, typique villa du début du XXe siècle (bâtie en 1913), en face de la chapelle Saint-Antoine, patron du hameau La Pila ;
- La Villa Rollandin, construite en 1941 et restaurée entièrement en 2010 ;
- La maison Quey, au hameau Extrepierre, bâtie au XVe siècle, encore aujourd'hui elle porte des inscriptions des XVe – XVIe siècles et le blason de la famille Quey ;
- Au lieu-dit Fontaine, la Maison du Comte, appartenant au comte de Challant qui octroya en 1433 les franchises au fief de Graines et restaurée au XVIIe siècle.

### Architecture militaire
- Le Château de Graines, au croisement des vallées de Graines et d'Ayas. C'est le seul château valdôtain dont le plan originaire, datant du Xe siècle, n'ait pas subi de modifications importantes.

### Sites archéologiques
Près du lac de Frudière se trouvent les mines d'or déjà exploitées par les Salasses et par les Romains.

### Personnalités liées à la commune
- Auguste Rollandin, homme politique, ancien président de la Vallée d'Aoste
- Paolo Cognetti, écrivain milanais, est installé à Estoul depuis 2007[7], et ses écrits (Les Huit Montagnes) sont empreints de l'ambiance du hameau.

## Sport
Dans cette commune se pratique le tsan, l'un des sports traditionnels valdôtains.
Station de ski équipée pour tous les types de sport d'hiver, Brusson a accueilli notamment plusieurs éditions de la Coupe du monde de ski de fond.
L'équipe de football de la Reggina Calcio évoluant en Serie A italienne, effectue ses stages estivaux à Brusson.

### Domaine skiable
Un petit domaine skiable a été aménagé. Il compte 17 km de pistes.

## Administration
| Période                                  | Période  | Identité             | Étiquette        | Qualité |
| ---------------------------------------- | -------- | -------------------- | ---------------- | ------- |
| 1948                                     | 1956     | Serafino Court       |                  | Syndic  |
| 1956                                     | 1957     | Giuseppe Grosjacques |                  | Syndic  |
| 1957                                     | 1960     | Federico Vicquéry    |                  | Syndic  |
| 1960                                     | 1965     | Cornelio Colombatto  |                  | Syndic  |
| 1965                                     | 1970     | Arduino Vuillermin   |                  | Syndic  |
| 1970                                     | 1975     | Giampietro Turcotti  |                  | Syndic  |
| 1975                                     | 1978     | Augusto Rollandin    |                  | Syndic  |
| 1978                                     | 1980     | Ignazio Lévêque      |                  | Syndic  |
| 1980                                     | 1985     | Roberto Vicquéry     |                  | Syndic  |
| 1985                                     | 2005     | Elso Gérardin        |                  | Syndic  |
| En charge depuis le 9 mai 2005           | En cours | Giulio Grosjacques   | Union valdôtaine | Syndic  |
| Les données manquantes sont à compléter. |          |                      |                  |         |

### Évolution démographique
Habitants recensés

## Jumelages
- Forio (Italie)

## Galerie de photos

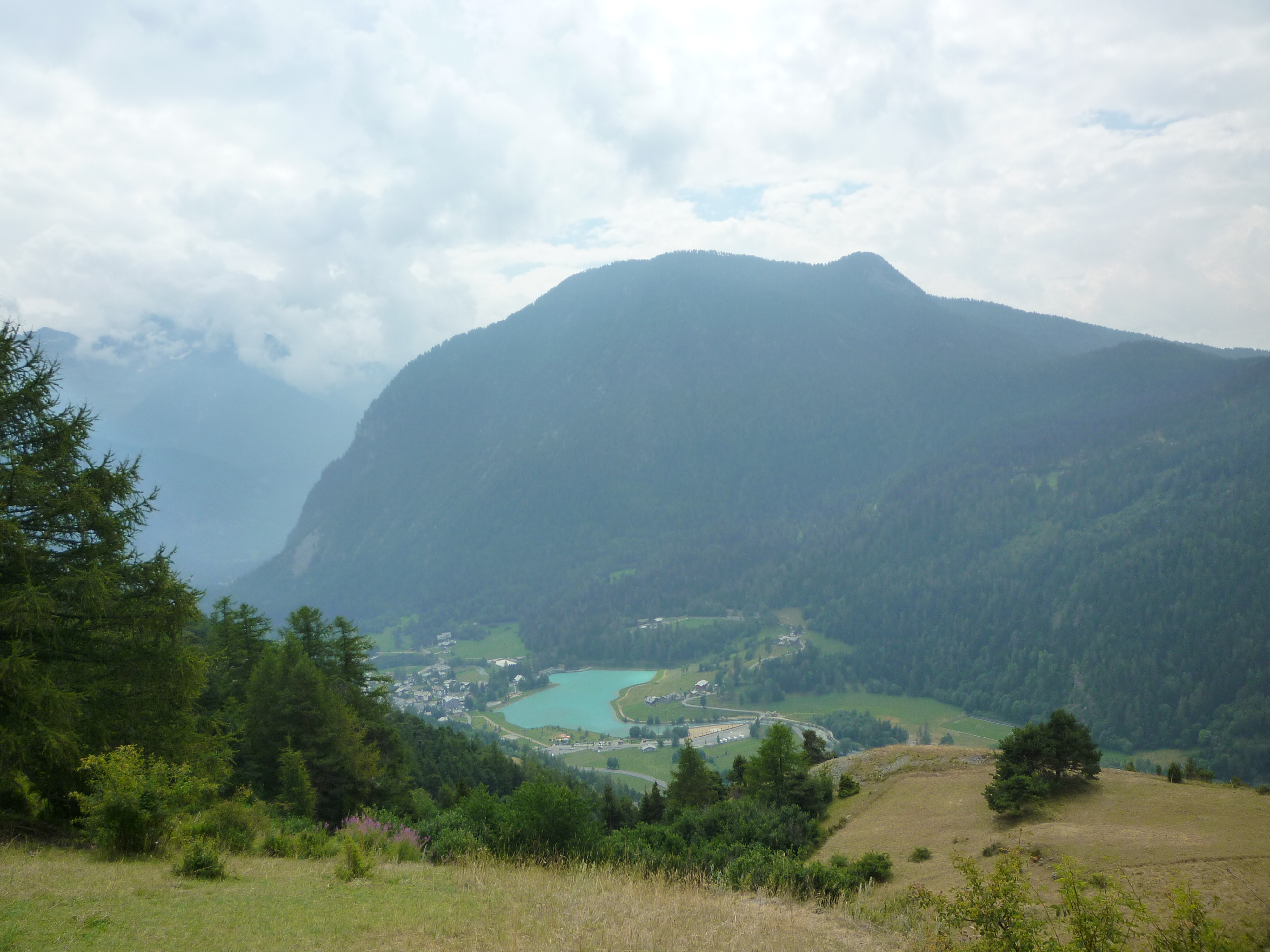
Panorama des trois villages en été, vus de l'Alpe Salomon.
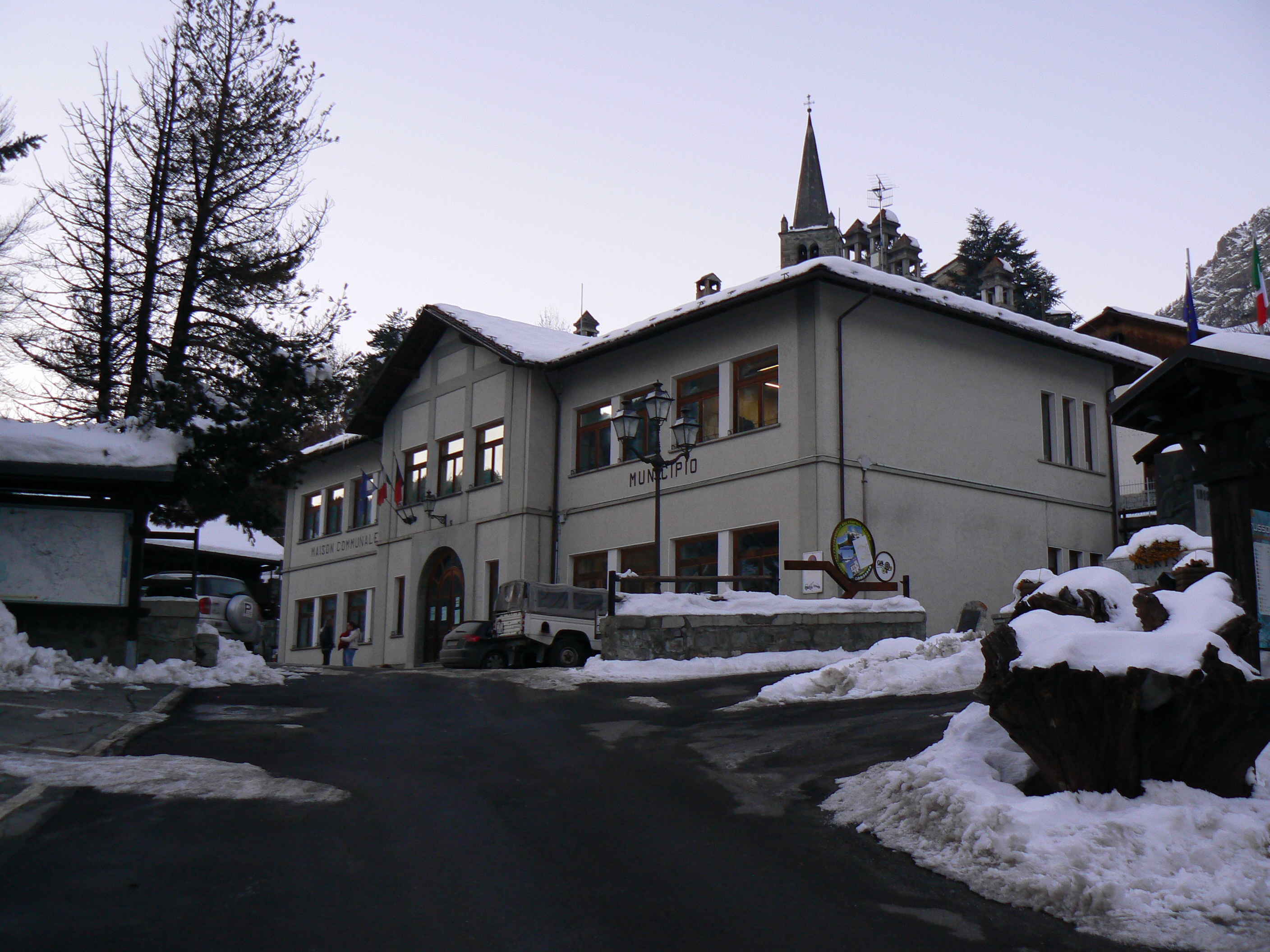
La maison communale.
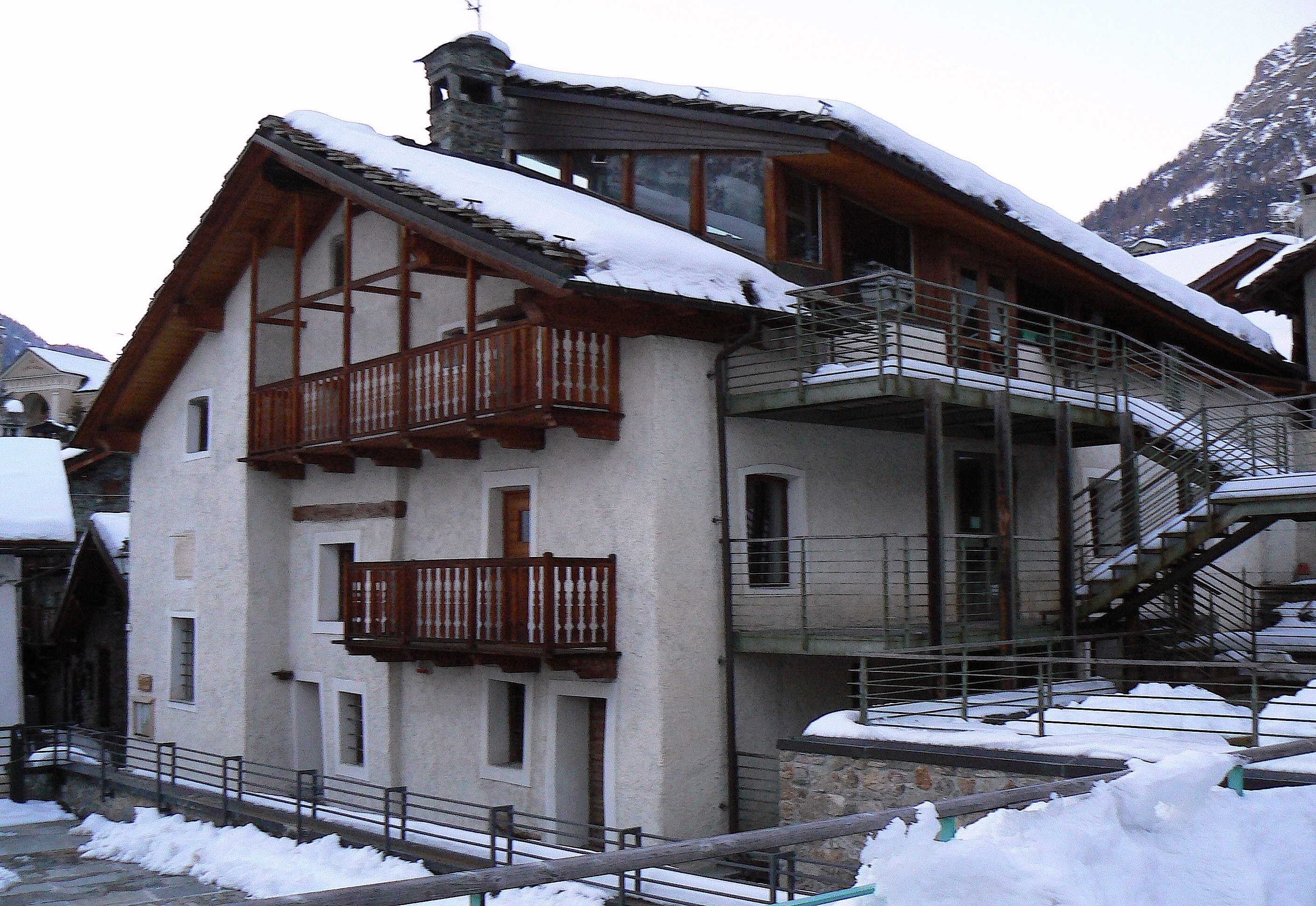
La bibliothèque-musée.
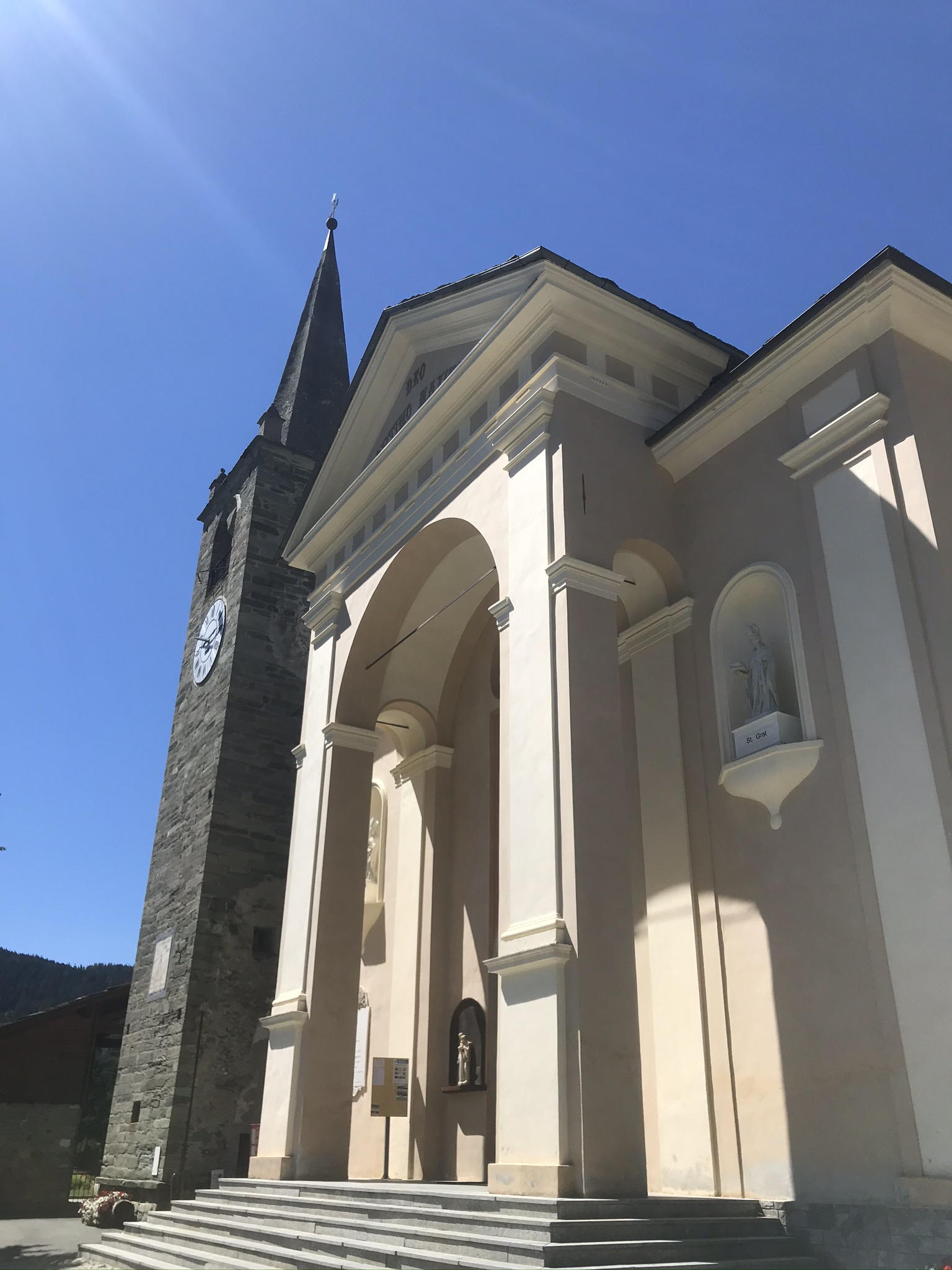
Façade de l'église paroissiale Saint-Maurice.
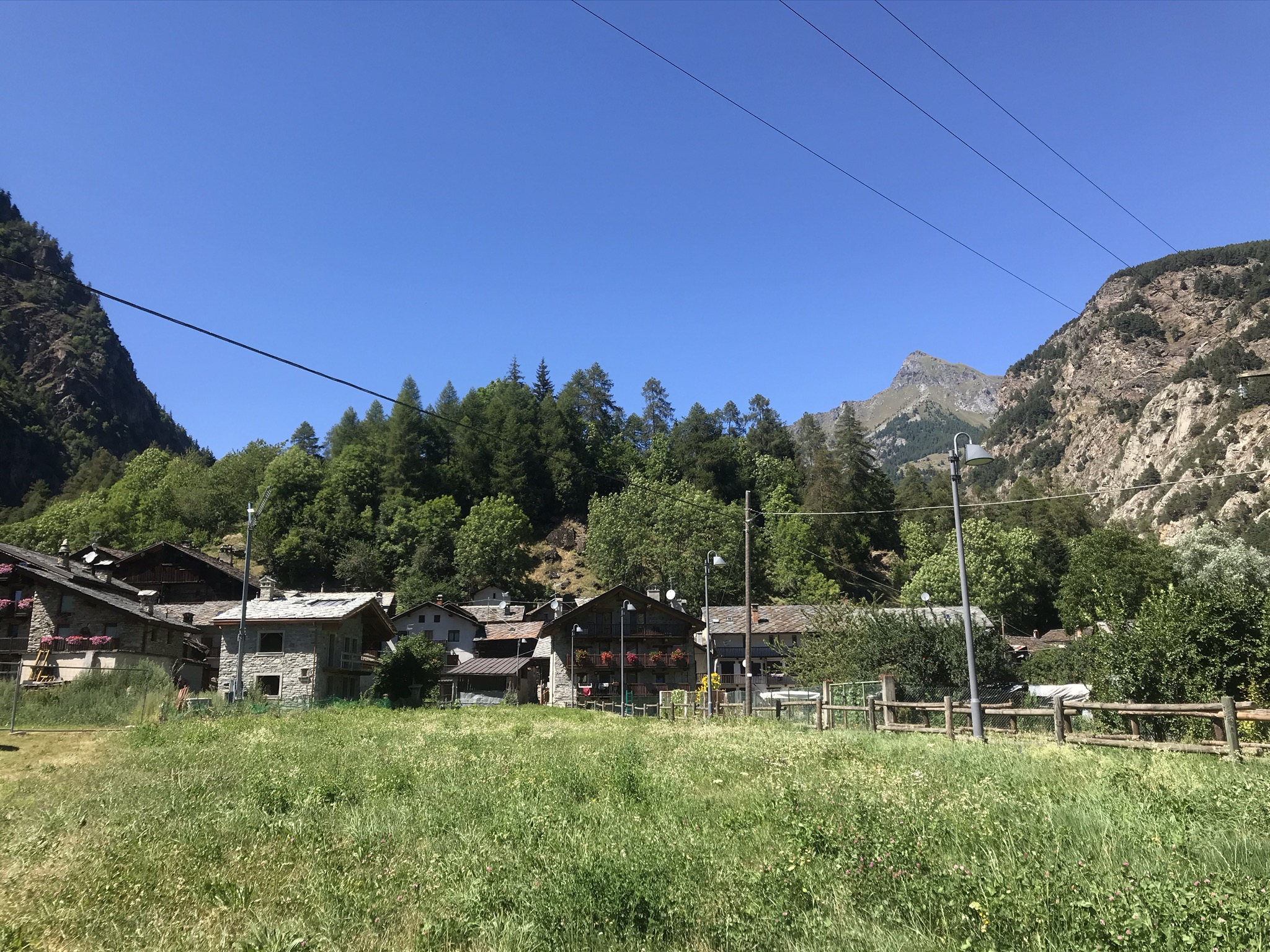
Le hameau d'Arcésaz.
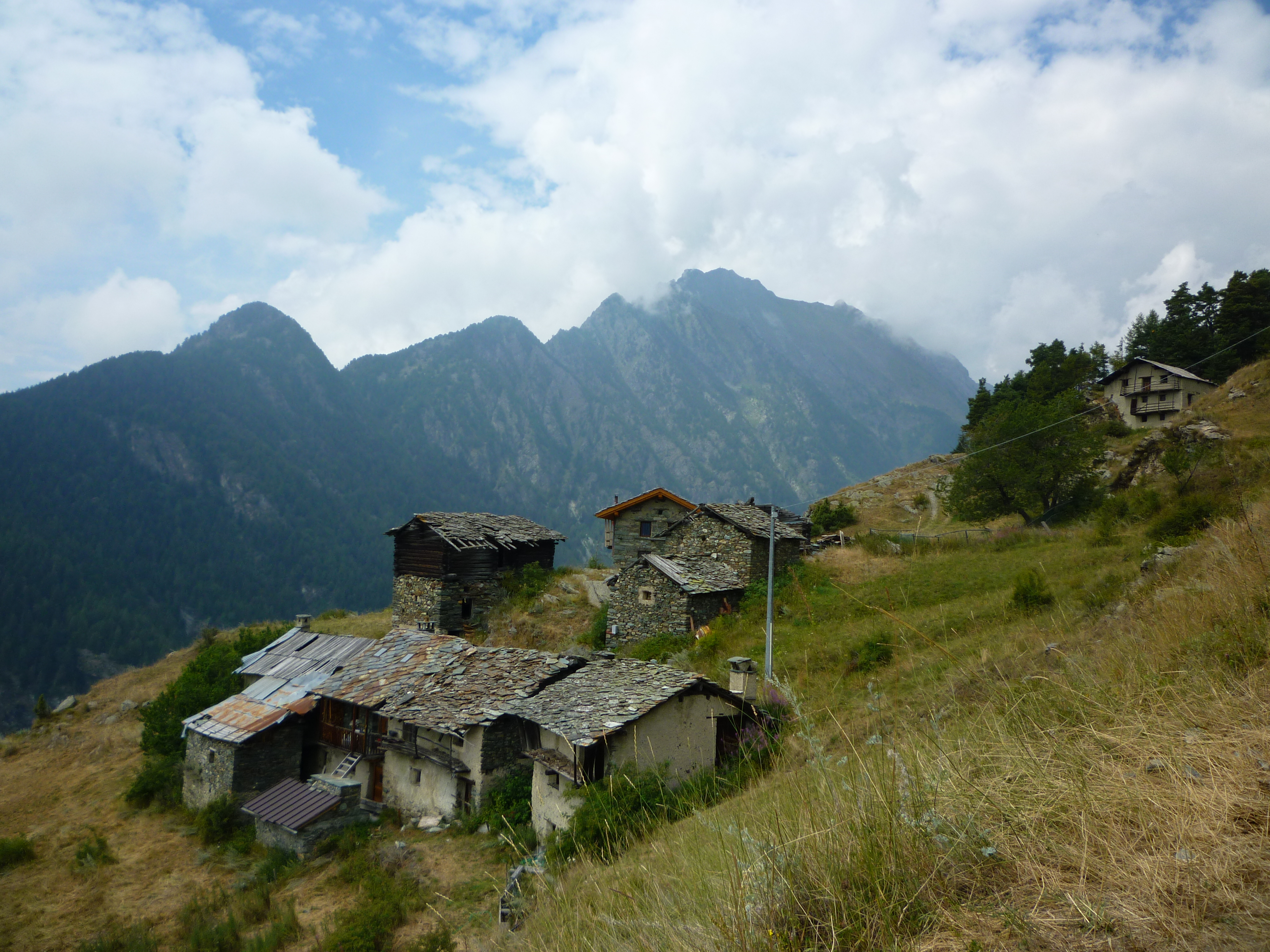
L'alpe Salomon.
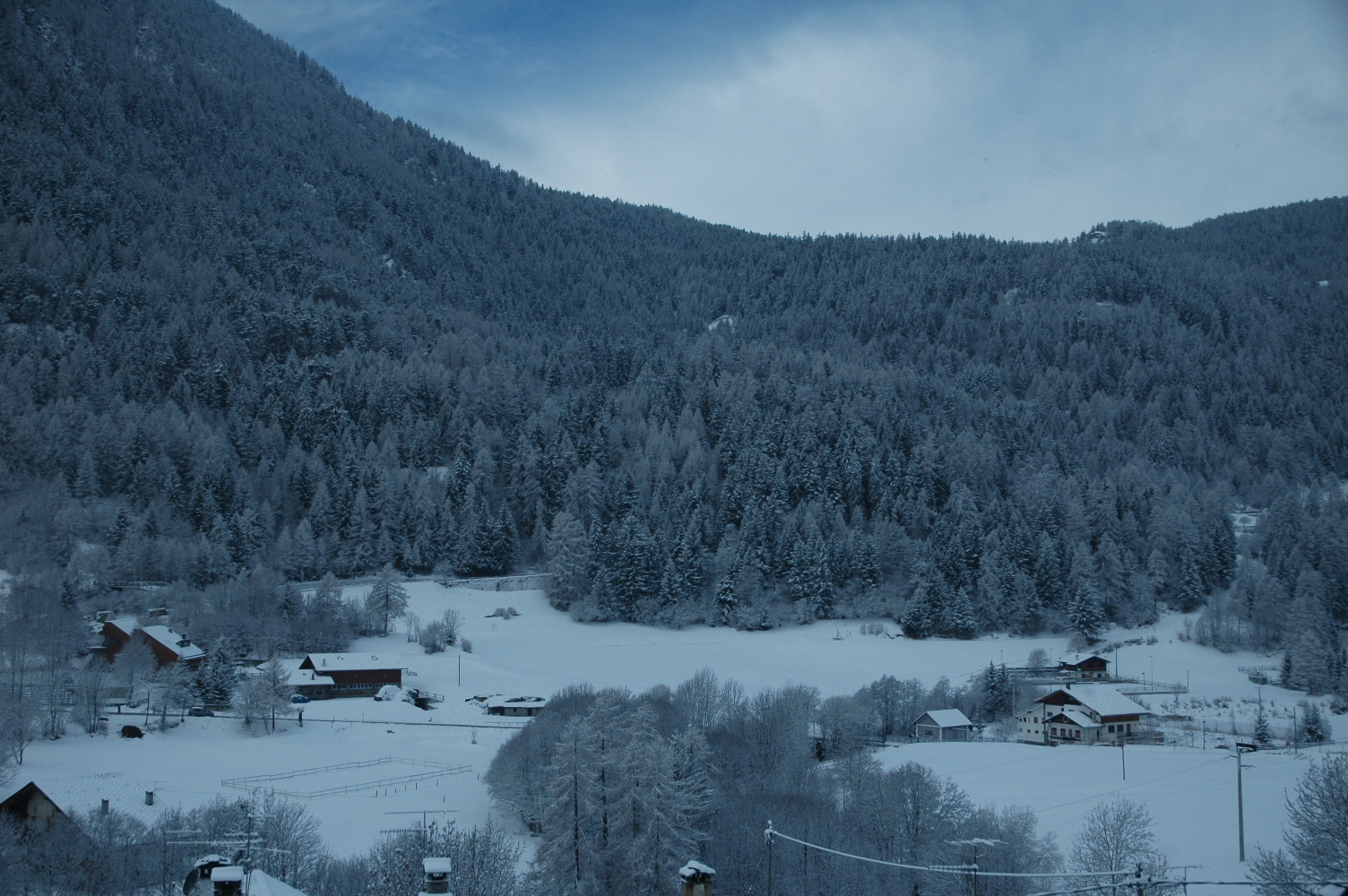
Le col de Joux vu du hameau Fontaine.
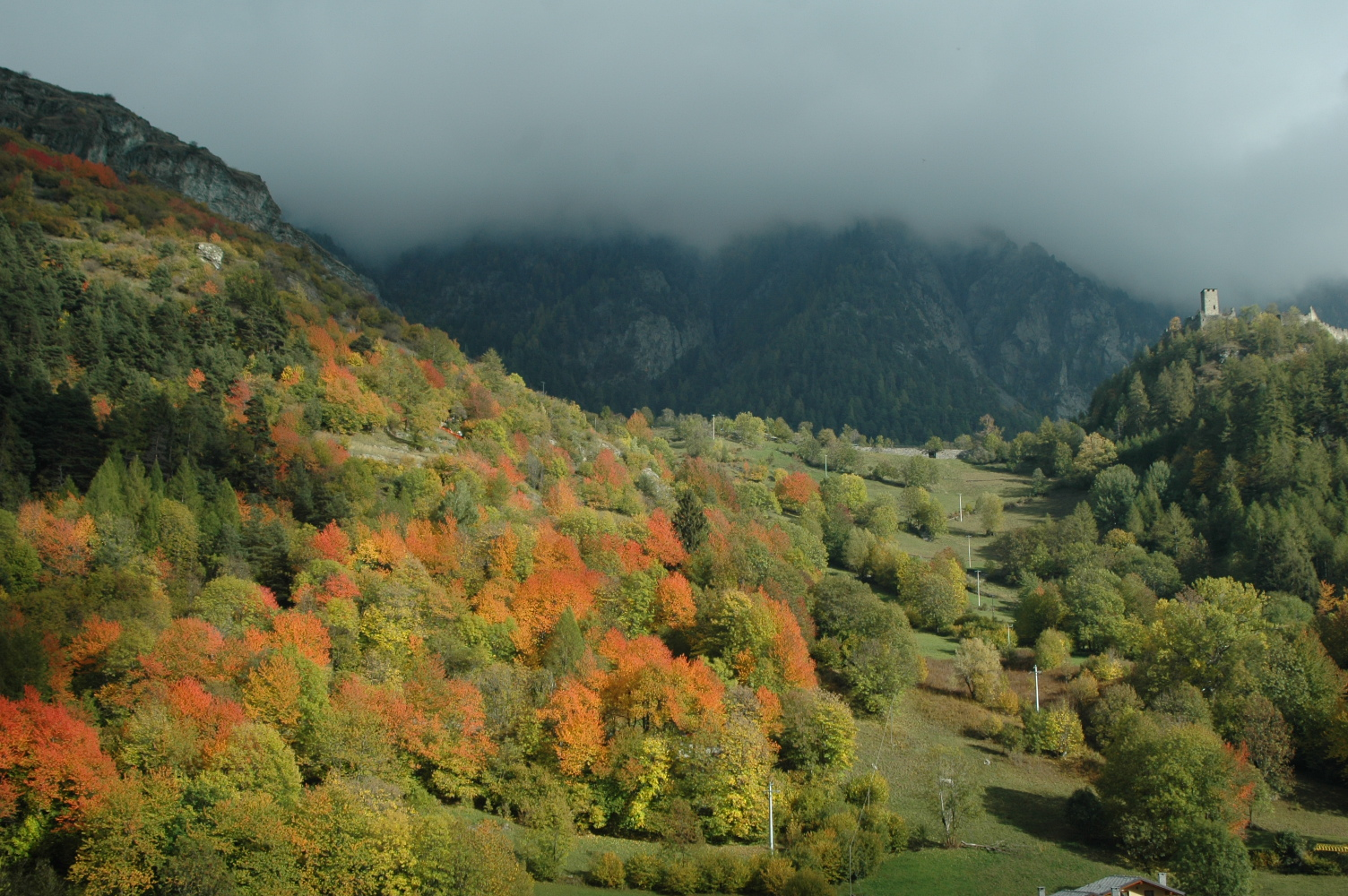
Le château de Graines vu du sentier en amont d'Arcésaz en automne.
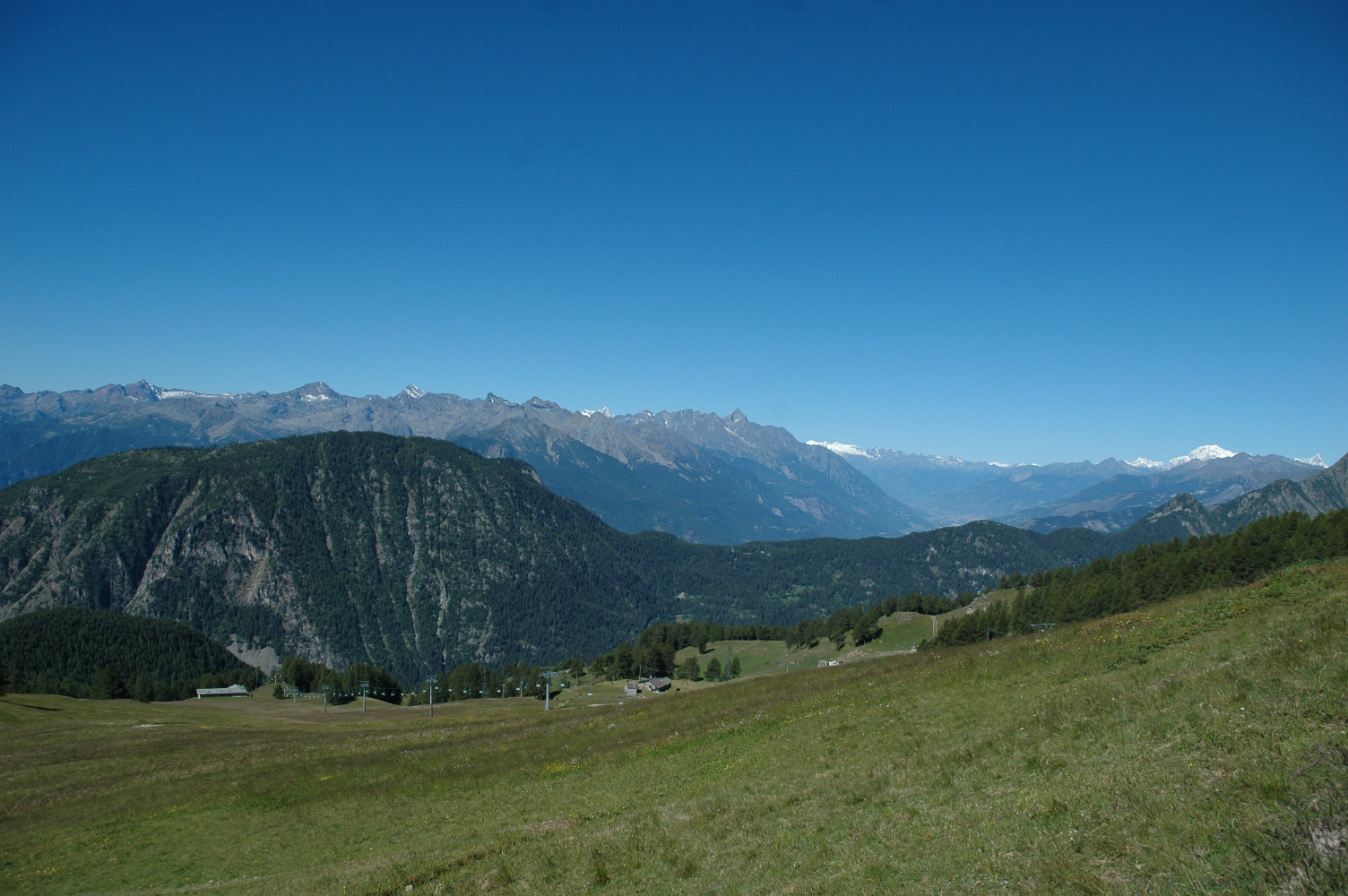
Le col de Joux vu du remonte-pente de Palasinaz, à gauche la Tête de Comagne, en bas la mine de Chamoursière et, à droite au fond, la vallée de la Doire Baltée et le Mont-Blanc.
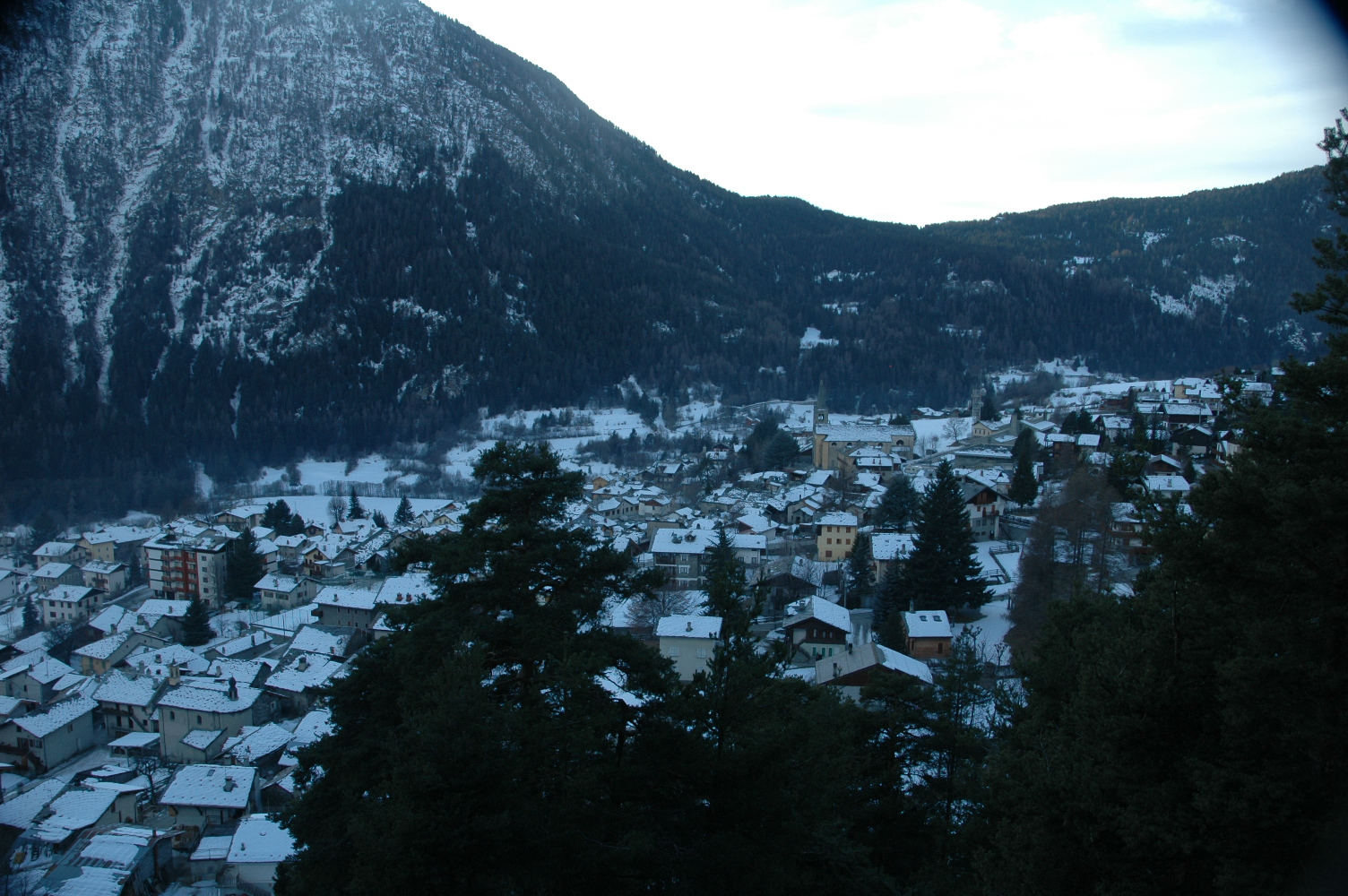
Panorama hivernal du chef-lieu de la route pour Estoul.
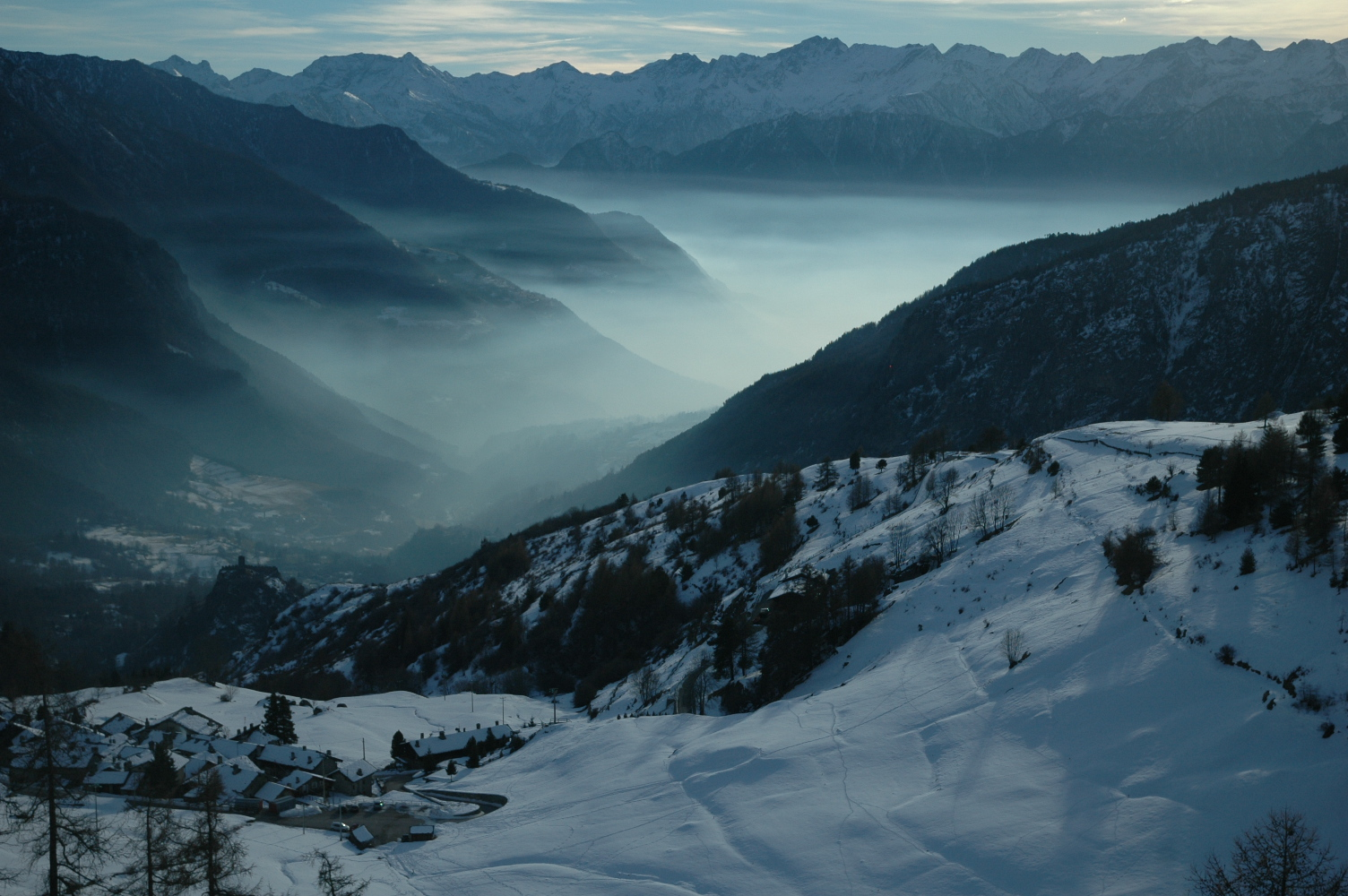
La vallée de Challant de la route pour Estoul : en bas les villages de Fénille et le château de Graines, au fond à gauche le col Courtil qui sépare la vallée de Champorcher de la vallée centrale de la Doire Baltée.
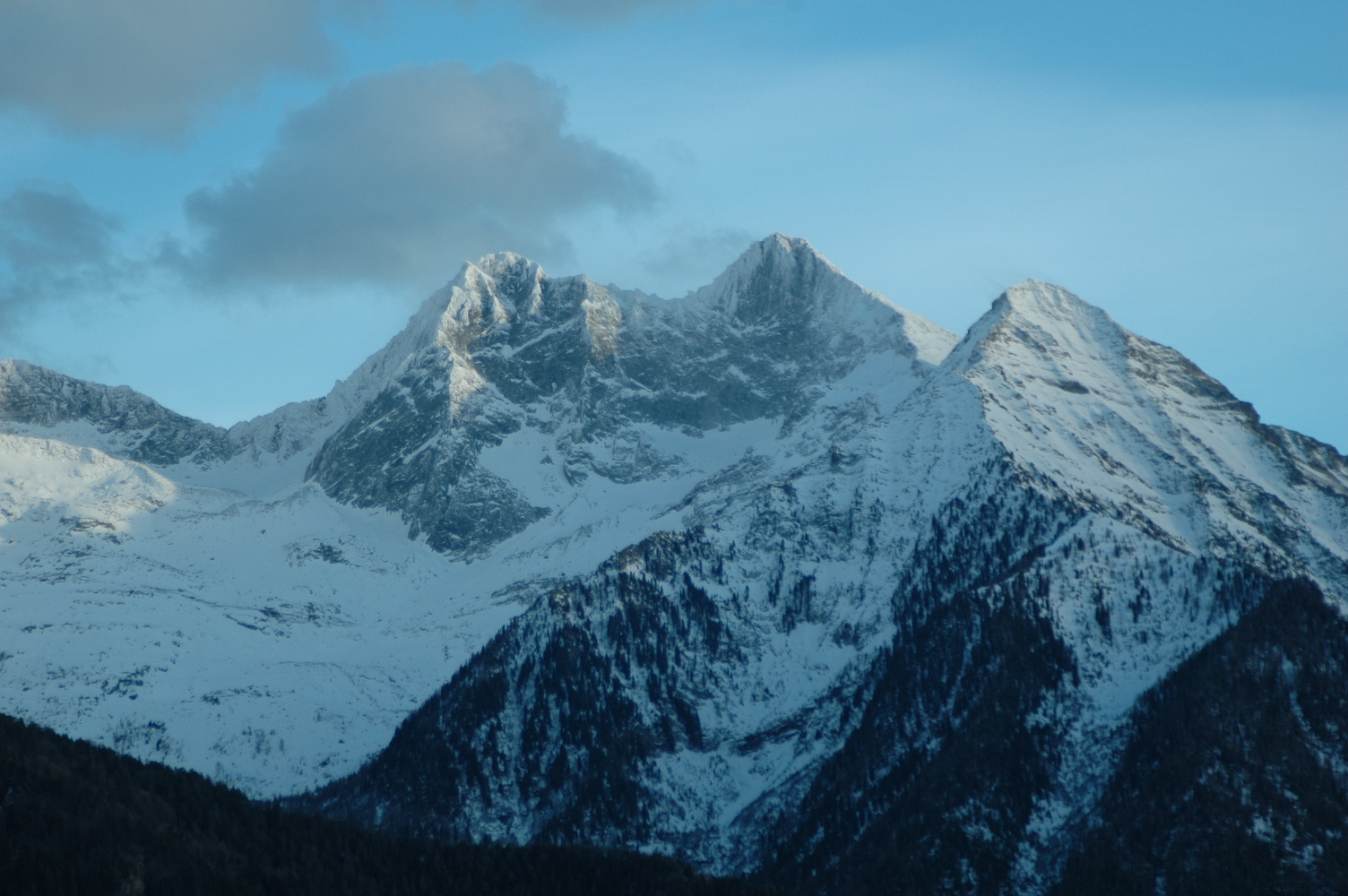
Les monts Torché vus de Brusson.